# オレンジタウン駅
オレンジタウン駅（オレンジタウンえき）は、香川県さぬき市志度にある、四国旅客鉄道（JR四国）高徳線の駅である。駅番号はT18。

## 歴史
- 1998年（平成10年）3月14日：開業[2][3]。
- 2003年（平成15年）10月1日：特急「うずしお」が上下5本ずつ停車開始[4][5]。
- 2015年（平成27年）12月31日：徳島発高松行き普通列車が、乗務員により出発信号機の停止現示（赤信号）を見落とし、当駅発車直後に安全側線に進入し脱線する事故が発生[6]。

## 駅構造
島式ホーム1面2線を有する地上駅で、1番のりばが一線スルーの無人駅。
駅周辺の住宅開発と連動し建設された駅である。2019年3月16日現在、一日に徳島方面行き5本、高松方面行き5本の特急「うずしお」が停車するほか、数本の普通列車が当駅で高松方面に折り返すダイヤが設定されている。また、2010年3月13日のダイヤ改正で、高松発の高徳線下り最終普通列車の終点が、従来の引田駅から当駅に変更となった。到着（旅客扱い終了）後は夜間留置はせずに、高松運転所まで回送する。

### のりば
| のりば | 路線    | 方向 | 行先                   |
| ------ | ------- | ---- | ---------------------- |
| 1・2   | ■高徳線 | 上り | 志度・高松方面         |
| 1・2   | ■高徳線 | 下り | 三本松・引田・徳島方面 |

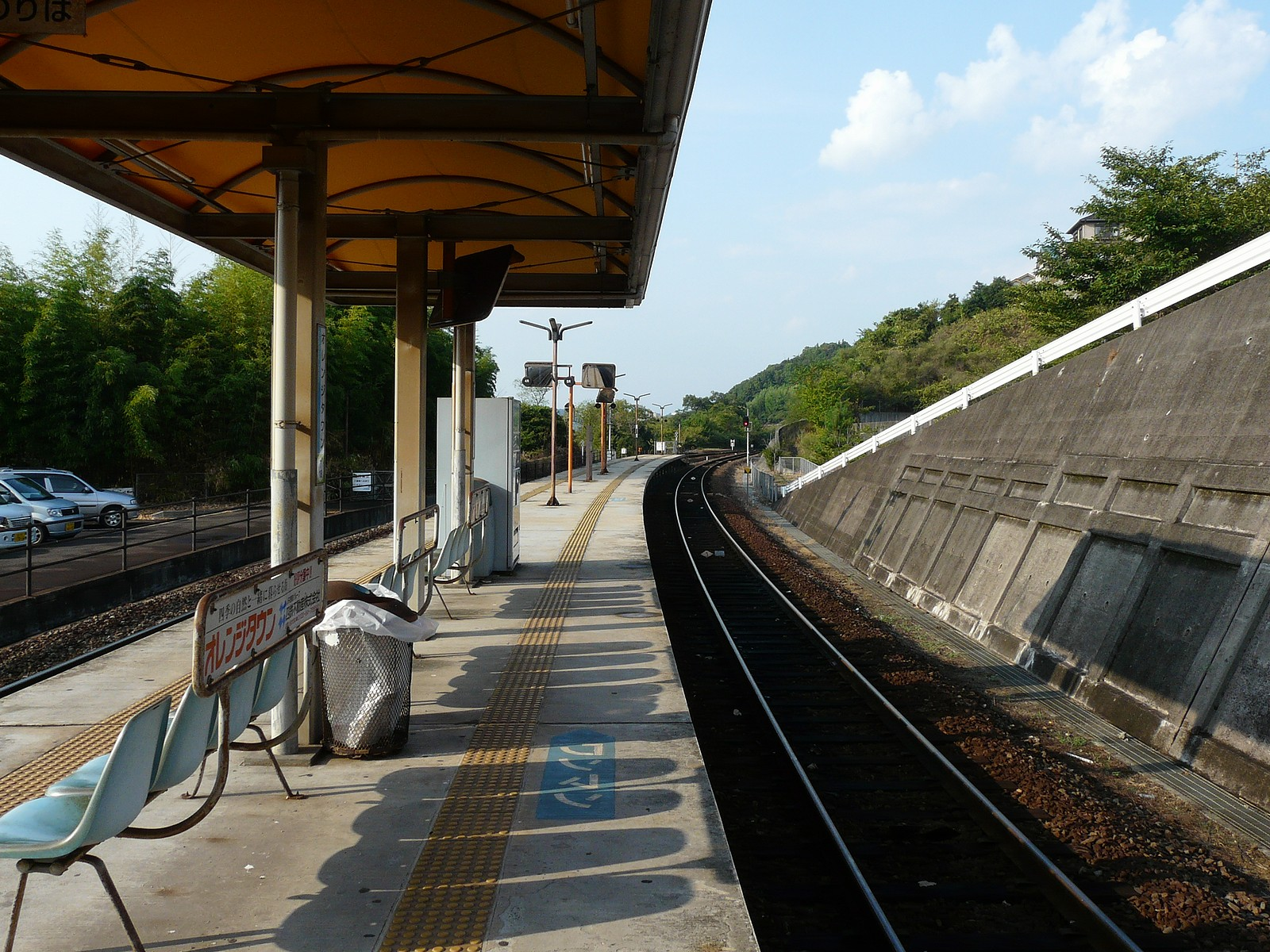
構内（2007年7月、造田方より）
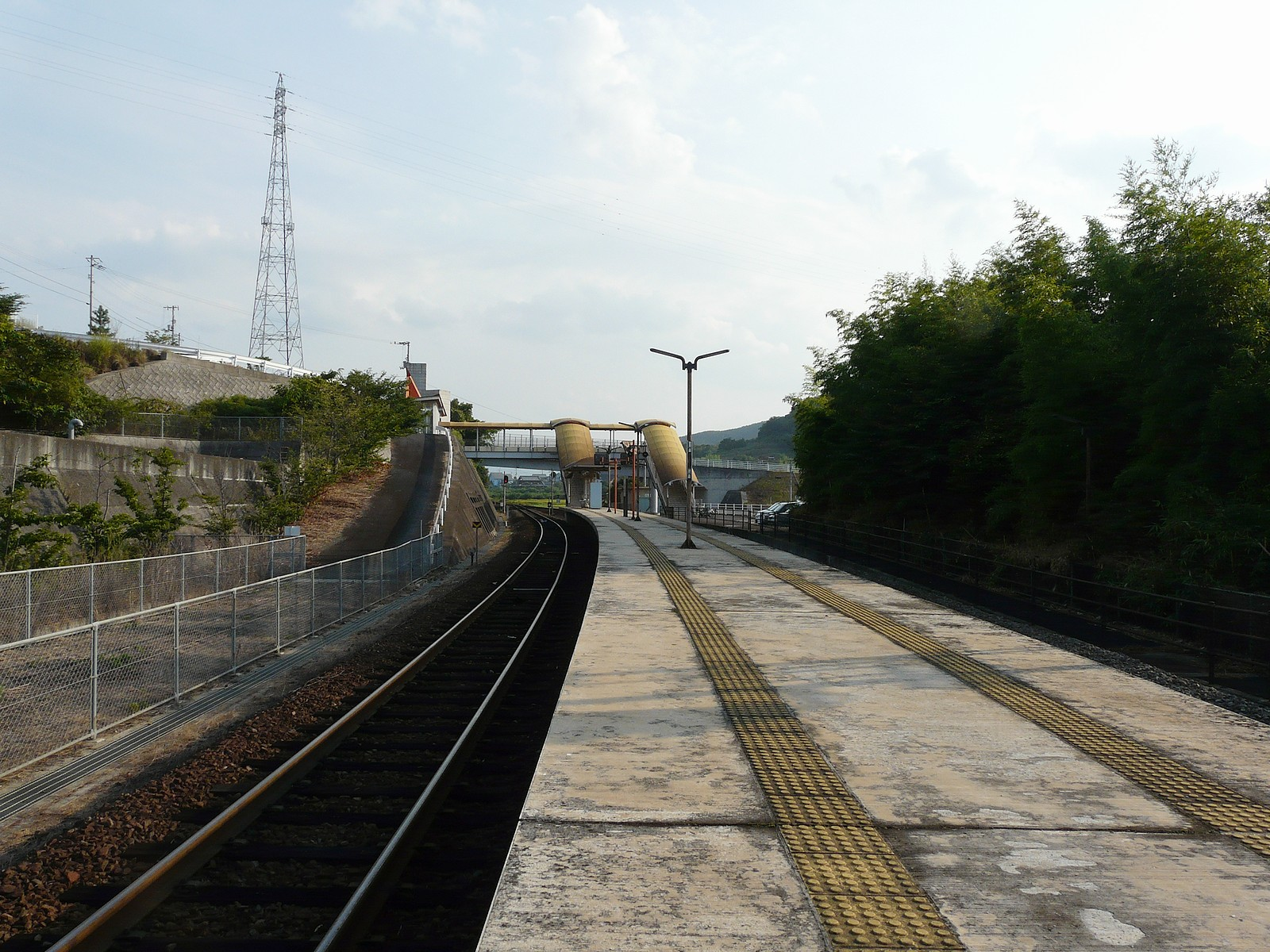
構内（2007年7月、志度方より）

## 利用状況
1日平均の乗車人員は以下の通りである。
| 乗車人員推移 | 乗車人員推移 |
| 年度         | 1日平均人数  |
| ------------ | ------------ |
| 2008         | 145          |
| 2009         | 131          |
| 2010         | 122          |
| 2011         | 132          |
| 2012         | 119          |
| 2013         | 123          |
| 2014         | 122          |

## 駅周辺

### 東口

#### 住宅地
JR四国グループのよんてつ不動産が開発する住宅団地「オレンジタウン」に隣接している。
- オレンジタウン
- 南志度ニュータウン

#### 道路
- 高松自動車道 志度インターチェンジ
- 香川県道141号石田東志度線（連絡路経由）

### 西口

#### 公園
- 長行緑地公園

#### 道路
- 香川県道3号志度山川線（連絡路経由）

#### その他
- 長行池

## バス路線
路線バス
- さぬき市コミュニティバス「JRオレンジタウン駅東側」停留所 - 志度・造田・多和線

高速バス
- 高松自動車道 志度バスストップ - 当駅から徒歩約20分。

## 隣の駅
四国旅客鉄道（JR四国）
■高徳線
- 特急「うずしお」一部停車駅

■普通
志度駅 (T19) - オレンジタウン駅 (T18) - 造田駅 (T17)